# Badminton bei den Canada Games 2019
Bei den Canada Games 2019 in Red Deer wurden vom 25. Februar bis zum 2. März 2019 fünf Einzel- und ein Teamwettbewerb im Badminton ausgetragen. Das Einzelturnier fand an den ersten drei Tagen statt, der Mannschaftswettbewerb an den verbleibenden drei Tagen.

## Sieger und Platzierte
| Disziplin    | Gold                            | Silber                      | Bronze                          |
| ------------ | ------------------------------- | --------------------------- | ------------------------------- |
| Herreneinzel | Antonio Li                      | Kevin Lee                   | Imran Wadia                     |
| Dameneinzel  | Wendy Zhang                     | Talia Ng                    | Jacqueline Cheung               |
| Herrendoppel | Austin Bauer Kevin Lee          | Stanley Feng Jonathan Lai   | Mathieu Morneau Nicolas Nguyen  |
| Damendoppel  | Kylie Cheng Wendy Zhang         | Camille Leblanc Alyson Ruan | Catherine Choi Crystal Lai      |
| Mixed        | Austin Bauer Kyleigh O’Donoghue | Imran Wadia Takeisha Wang   | Nicolas Nguyen Alexandra Mocanu |
| Team         | Alberta                         | Québec                      | Ontario                         |

## Medaillenspiegel
| Platz | Land             | Gold | Silber | Bronze | Gesamt |
| ----- | ---------------- | ---- | ------ | ------ | ------ |
| 1     | Alberta          | 3    | 2      | 1      | 6      |
| 2     | British Columbia | 3    | 0      | 0      | 3      |
| 3     | Québec           | 0    | 2      | 2      | 4      |
| 4     | Ontario          | 0    | 2      | 3      | 5      |
|       | Total            | 6    | 6      | 6      | 18     |